# Roques (Haute-Garonne)
Roques ist eine französische Gemeinde mit 5.295 Einwohnern (Stand 1. Januar 2022) im Département Haute-Garonne und der Region Okzitanien. Die Bewohner werden Roquois, Roquoises genannt.
Die Gemeinde ist Teil der Aire urbaine de Toulouse (erweitertes Stadtgebiet) und liegt an der Garonne und ihrem späteren Zufluss Saudrune. An das französische Straßennetz ist Roques durch die ehemalige Route nationale 125 (jetzt Autoroute A64) zwischen Toulouse und Muret, sowie der Route nationale 117 nach Spanien angebunden.
Beim Ort befinden sich eine Erdgas-Kompressionsanlage für Tankstellenbelieferung, das aus Naturteichen bestehende gemeindeeigene Wasserreservoir und das Centre commercial Roques (Einkaufszentrum mit der Einzelhandelskette E.Leclerc, dem Einrichtungshaus IKEA, und anderen).
Die Bevölkerungszahl stieg von 304 (1741) auf den heutigen Stand an.

## Wappen
Blasonierung: Auf azurfarbenem Feld ein silberner Obelisk, flankiert von zwei gleichfarbigen Kranichen, im oberen Feld rechts zwei übereinander stehende silberne Münder, links das halbierte goldene Tolosaner Kreuz, flankiert von zwei goldenen einander zugewandten Löwen, inmitten des gewellten silbernen Mittelstückes eine goldene Schachfigur.